# متلازمة الارتجاف الحزمي الحميد
متلازمة الارتجاف الحُزميّ الحميد (بالإنجليزية: Benign fasciculation syndrome)‏ وتُعرف اختصارًا BFS ، هو اضطراب عصبي يتميز بالتحزييم (الوخز) من مختلف العضلات الإرادية في الجسم. يمكن أن يحدث الوخز في أي مجموعة من العضلات الإرادية ولكنه أكثر شيوعا في الجفون، الذراعين، الساقين والقدمين . حتى اللسان قد يتأثر. عادة ما يحدث الوخز من حين لآخر بشكل متقطع أو يكون على نحو مستمر. وعادة ما تؤدي الحركة المتعمَدة للعضلة المعنية إلى توقف التحزّم على الفور، ولكنها قد تعود مرة أخرى للعضلة عندما تستقر و تصبح في حالة راحة.  

## العلامات والأعراض
أهم الأعراض لمتلازمة الارتجاف الحُزميّ الحميد، النشاط العضلي اللاإرادي البؤري أو الواسع (الوخز)، والذي يمكن أن يحدث في أوقات عشوائية أو مناطق محددة. قد تتضمن أعراض متلازمة الارتجاف الحُزميّ الحميد ما يلي:
- التحزم (الأعراض الأولية)
- تشنج الجفن (تقلصات العين)
- التعب العام
- ألم العضلات
- القلق (والذي يمكن أيضا أن يكون سببا)
- الحساسية المفرطة (عدم التحمل)
- لقمة هستيرية
- مذل (الخدران)[4]
- التشنج في العضلات أو التقلصات  [5]

أعراض أخرى:
- فرط المنعكسات
- تصلب العضلات
- رعاش
- حكة
- الرمع العضلي

الأعراض لمتلازمة الارتجاف الحُزميّ الحميد عادة ما تكون موجودة عندما تكون العضلة في حالة راحة ولا يرافقه ضعف شديد في العضلات.[بحاجة لمصدر] في بعض حالات الارتجاف الحُزميّ، التحزّم يمكن ان تنتقل من جزء في الجسم إلى آخر. على سبيل المثال، يمكن أن تبدأ في عضلة الساق، ثم في بضع ثوان تنتقل إلى الجبهة، ثم البطن وهكذا. لأن التحزّمات يمكن أن تحدث على الرأس،  وهذا يشير بقوة إلى أن الدماغ كالمولد، بسبب عدم الاعتماد الحصري على الحبل الشوكي. (الدماغ والحبل الشوكي معًا يكونان الجهاز العصبي المركزي.)

## الأسباب
السبب الدقيق لمتلازمة الارتجاف الحُزميّ الحميد غير معروف، وليس من المعروف ما إذا كان المرض من الأعصاب الحركية، العضلات، أو الموصل العصبي العضلي.
على الرغم من أن الوخز في بعض الأحيان أحد أعراض الأمراض الخطيرة مثل إصابة في العمود الفقري، الضمور العضلي، مرض لايم، مرض كروتزفيلد جاكوب ( CJD )، الورم العصبي الليفي أو التصلب الجانبي الضموري (ALS)،  ولكن  فرط المجهود السبب الأكثر شيوعًا. -Mitsikostas et al - وجدت أن التحزم  «كان قليلا يرتبط بوزن الجسم والارتفاع  وإلى مستوى القلق» في مواضيع عادية.
متلازمة الارتجاف الحُزميّ الحميد يمكن أيضا أن يعود إلى استخدام  الكولين مثل ديفينهيدرامين والمواد الأفيونية مثل المورفين على المدى الطويل، ولكن هذه الحالة توجد عادة عندما تكون أعراض الانسحاب موجودة.[بحاجة لمصدر]
نقص المغنيسيوم يمكن أن يسبب كلًا من التحزم والقلق. ونقص فيتامين د قد يسبب أيضا التحزّم، الناجم عن انخفاض الكالسيوم المتأين في الدم (نقص كلس الدم).
وقد وجدت الدراسات الحديثة وجود ارتباط بين انتشار التحزم و/أو مذل (الخدران) مع اعتلال الأعصاب المصغر للألياف في ما يصل إلى 82% من الحالات التي لديها دراسة EMG طبيعية وعصبية.

## التشخيص
متلازمة الارتجاف الحُزميّ الحميد هو تشخيص الاستبعاد؛ وهذا يعني الأسباب الأخرى المحتملة لهذا الوخز (معظمها من الاعتلال العصبي أو الأمراض العصبية الحركية مثل تصلب جانبي ضموري) يجب استبعادها قبل  الافتراض بأنه BFS. الأداة المهمة لتشخيص هنا هو الكتروميوجرافي (EMG). بما أن BFS  يبدو أنه لا يسبب تلفًا فعليًا للعصب (على الأقل كما هو ظاهر على EMG)، فمن المرجح أن يُظهر المرضى مجموعة من EMG طبيعية تمامًا (أو أحدها الشذوذ الوحيد الذي يُرى هو عبارة عن تحزم). [بحاجة لمصدر]
خطوة أخرى مهمة في تشخيص BFS هي فحص المريض للضعف السريري. غالباً ما يتم تحديد الضعف من خلال سلسلة من اختبارات القوة، مثل مراقبة قدرة المريض على المشي على الكعبين وأصابع القدمين. قد تتضمن اختبارات قوة المقاومة رفع كل ساق، ودفعها للأمام والخلف مع القدم و/أو أصابع القدمين، والضغط بالأصابع، ونشر (تمديد) الأصابع، والضغط مع أو توسيع الأذرعة و/أو اليدين. في كل اختبار من هذا القبيل، سيطبق موفِر الاختبار قوة مقاومة ومراقبة للأختلافات الكبيرة في قدرات القوة للأطراف أو الأرقام المتعارضة. إذا لوحظت هذه الاختلافات أو أن المريض غير قادر على تطبيق أي قوة مقاومة، فيمكن ملاحظة الضعف الإكلينيكي.
وعدم وجود الضعف السريري جنبا إلى جنب مع نتائج EMG الطبيعية (أو تلك مع التحزمات فقط) يزيل إلى حد كبير الاضطرابات الأكثر خطورة من التشخيص المحتمل.[بحاجة لمصدر]
وخاصة بالنسبة للأشخاص الأصغر سنا الذين لديهم فقط LMN كعلامة لتحزم
(في غياب الضعف أو الشذوذ في وظيفة الغدة الدرقية أو الإلكتروليتات، يمكن أن يمطئن الأفراد دون سن الأربعين من غير الحاجة للجوء إلى تخطيط كهربية العضل ( EMG ) لتفادي إمكانية الضرر الشديد من النتائج الإيجابية الكاذبة)" ومع ذلك، فإن معظم المتخصصين سيتذكرون عددًا صغيرًا من الحالات، وعادةً ما يكون الرجال في 50s أو 60s، حيث كان الكُمُون من الأعراض على  الارتجاف الحُزميّ الحميد إلى الضعف (ثم مسح MND) من عدة سنوات. إن انطباعنا هو أن الدليل على أنالإرتجاف الحزمي من MND  غالباً ما يكون مفاجئًا وواسع الانتشار عند الفرد الذي لم يكن متأثراً سابقاً بالتحزم في الشباب. موقع التحزم على سبيل المثال، تلك التي في بطن العجول ( العجل ) لم تظهر انها تمييزية لاضطراب حميد. هناك أدلة متضاربة حول ما إذا كان BFS يختلف من الناحية العصبية للـMND.
وشذوذ آخر شائع في الفحص السريري هو العمل المنعكس يعرف أيضًا باسم فرط المنعكسات. الاختبارات المعملية القياسية غير ملحوظة. وفقا لطبيب الأعصاب جون سي كينكايد:في غياب النتائج السريرية و(EMG) من الأمراض العصبية، تشخيص (BFS) تم إجراءه.   أقترح أن يتم متابعة المرضى من هذا القبيل لمدة عام أو أكثر مع الاختبارات السريرية و(EMG) في فترات ما يقرب من 6 أشهر قبل أن يصبح المرء آمن في التشخيص أن التحزمات هي حميدة حقا.

## العلاج
قد تتحقق درجة معينة من السيطرة على التحزمات باستخدام نفس الدواء المستخدم في علاجالرعاش الأساسي (حاصرات بيتا وأدوية مضادة للضبط). ومع ذلك، غالباً ما يكون النهج الأكثر فعالية في العلاج هو علاج أي قلق مصاحب. للم يتم العثور على أدوية أو مكملات أو علاجات أخرى تتحكم تمامًا في الأعراض.في الحالات التي يحدث فيها التحزم بسبب نقص المغنيسيوم، يمكن للمغنيسيوم المكمل أن يكون فعالاً في الحد من الأعراض.
وفي كثير من الحالات، يمكن تخفيض خطورة أعراض BFS بشكل كبير من خلال نهج استباقي لتقليل الإجهاد اليومي الكلي. تشمل الطرق الشائعة لتقليل الضغط: ممارسة المزيد من النشاط، والنوم أكثر، والعمل بشكل أقل، والتأمل، والقضاء على جميع أشكال الكافيين الغذائي (مثل القهوة والشوكولاته والكولا وبعض الأدوية التي لا تحتاج إلى وصفة طبية).
إذا كان الألم أو العضلات موجودة مع التحزم، قد ينصح المرضى بتناول أدوية الألم التي لا تستلزم وصفة طبية، مثل الأيبوبروفين أو الأسيتامينوفين في أوقات الألم المتزايد. ويمكن أيضا استخدام أشكال أخرى من إدارة الألم. قبل تناول أي من الأدوية التي لا تستلزم وصفة طبية، ينبغي على الأفراد الشروع في إجراء مناقشات مع مقدمين (الأطباء) الرعاية الصحية لتجنب الآثار الضارة المرتبطة بالاستخدام على المدى الطويل أو الظروف الموجودة مسبقًا.